# Васил Черепов
Васил Константинов Черепов е български военен деец, полковник, участник в Сръбско-българската война (1885), пръв тутуляран командир на 18-и пехотен етърски полк (15 май 1889 – 6 март 1890), командир на 14-и пехотен македонски полк, помощник-командир на 5-а пехотна дунавска и на 6-а пехотна бдинска дивизия.

## Биография
Васил Черепов е роден е на 20 декември 1858 г. в Ески Заара, Османска империя. На 10 май 1879 г. завършва първия випуск на Военното училище в София и е произведен в чин прапоршчик, по-късно същата година този чин е премахнат и той е приравнен в подпоручик. След завършването на училището назначен в Казанлъжка №5 пеша дружина от Източнорумелийската милиция. На 7 септември 1885 година във връзка с мобилизацията за Сръбско-българската война (1885) е причислен към Ямболска №8 пеша дружина. На 15 май 1889 година поема командването на 18-и пехотен етърски полк от неговия временен командир – майор Димитър Недялкович, на която длъжност е до 6 март 1890 година. Към 1892 година подполковник Черепов е командир на 14-и пехотен македонски полк. По-късно служи като помощник-командир на 5-а пехотна дунавска и на 6-а пехотна бдинска дивизия. Служи и като началник на резервния интендантски магазин в Стара Загора. Уволнен е от служба на 15 февруари 1900 година. По време на Първата световна война (1915 – 1918) е на разположение на Щаба на действащата армия.

## Военни звания
- Прапоршчик (10 май 1879)
- Подпоручик (1 ноември 1879, преименуван)
- Поручик (9 юли 1882)
- Капитан (9 ноември 1885)
- Майор (1 април 1887)
- Подполковник (2 август 1891)
- Полковник (2 август 1895)